# Lambarek Boumaarafi
Lambarek Boumaarafi, né en 1966 à Meskiana, est un ancien sous-lieutenant du Groupe d'intervention spécial (GIS) de l'Armée algérienne. Il assassine le président algérien, Mohamed Boudiaf, le 29 juin 1992 à Annaba.

## Assassinat de Mohamed Boudiaf
Vingt jours après l'assassinat, une commission d'enquête nommée immédiatement après l'assassinat rendait ses conclusions : il s'agissait d'un « complot ». A l'appui de cette thèse, les six membres de la commission, tout en notant que Boumaarafi n'avait pas « le profil d'un kamikaze » agissant de sa propre initiative, relevaient surtout que les « négligences criminelles » des services de sécurité avaient « facilité objectivement » la tâche du tueur.
Lambarek Boumaarafi faisait partie d'un groupe d'intervention spéciale (GIS) dépendant de la Direction du renseignement et de la sécurité (DRS) chargée de diverses opérations de répression. Une brigade qui, théoriquement, n'était pas chargée d'assurer la sécurité du président Boudiaf.
Cette situation, et ses explications embrouillées, ont jeté le doute sur les raisons qui ont poussé ses supérieurs à l'affecter ce jour-là à la protection du président algérien. 
Lors de la mutinerie de la prison de Serkadji à Alger, en février 1995, qui a fait 100 morts, dont 96 détenus, sa disparition est évoquée. C'était une rumeur erronée. 
En juin 1995, il est condamné à mort par la Cour criminelle d'Alger. La famille du président Mohamed Boudiaf conteste la thèse officielle de l'acte isolé d'un « fanatique religieux », émet des doutes sur la culpabilité de Lambarek Boumaarafi et refuse d'assister au procès. Après sa condamnation Lambarek Boumaarafi  déclare au tribunal : « Tout de même, je reconnais que vous avez, Monsieur le président et Monsieur le procureur, mené à bien cette pièce de théâtre »,.
En juin 2007, son père affirme qu'il n'était pas l'assassin.